# جمهورية ديمقراطية
الجمهورية الديمقراطية، شكل من أشكال الحكومة تقوم على مبادئ مأخوذة من الجمهوريات والديمقراطيات. نظرًا لكون الجمهوريات الديمقراطية نتاجًا جامعًا لنظامين منفصلين كليًا فإنها تؤدي عملها استنادًا على مجموعة من المبادئ التي تتشاركها كل من الجمهوريات والديمقراطيات.
غالبًا ما تتميز التعاريف الشائعة لمصطلحي جمهورية وديمقراطية بتداخل اعتباراتها مشيرةً إلى اعتماد العديد من الديمقراطيات نظامًا جمهوريًا، واتباع العديد من الجمهوريات لمبادئ الديمقراطية كما يتبين من هذين التعريفين المأخوذين من قاموس أوكسفورد الإنجليزي:
- الجمهورية: «دولة تكون السلطة العليا فيها بأيدي الشعب وممثليهم المنتخبين...»[1]
- الديمقراطية: «نظام حكم تمارس فيه السلطة من قبل كافة أبناء الشعب أو جميع أعضاء الدولة المؤهلين، وعادةً ما يتم ذلك من خلال ممثليهم المنتخبين.»[2]

يشير الأستاذ في كلية الحقوق بجامعة كاليفورنيا بلوس أنجلوس يوجين فولوك إلى الولايات المتحدة بوصفها نموذجًا عن الطبيعة المتغيرة للجمهوريات الدستورية - كونها بلدًا تُتخذ بعض القرارات فيها (غالبًا المحلية منها) عبر عمليات ديمقراطية مباشرة، في حين تُتخذ قرارات أخرى (غالبًا الفيدرالية منها) من خلال ممثلين منتخبين ديمقراطيًا. ومثلها مثل العديد من الأنظمة الكبيرة، فإنه لا يمكن توصيف نظام الحكم الأمريكي توصيفًا كاملًا باستعمال مصطلح واحد. إذا توظف البلاد على سبيل المثال مفهوم الديمقراطية الدستورية أيضًا، وهو ما يعني انخراط المحاكم في شؤون الفقه القضائي. ومع ذلك فإن الجمهوريات التي عمِلت بالديمقراطية السوفيتية وهي شكل من أشكال الديمقراطية غير المباشرة، كانت دون شك جمهوريات ديمقراطية.
ليس جميع الأشخاص الموجودين في جمهورية ديمقراطية مواطنين لهذه الجمهورية، ولا يحق لجميعهم التصويت حتمًا، وحالها في ذلك حال غيرها من الديمقراطيات. إذ غالبًا ما توضع قيود على حق الاقتراع تبعًا لمعايير محددة مثل سن الاقتراع، وأحيانًا في حال ارتكاب الشخص لجريمة أو دخوله السجن.

## لمحة تاريخية
كان الاعتبار الذي عدّ الجمهوريات شكلًا من أشكال الديمقراطية شائعًا في الولايات المتحدة منذ تأسيسها. إذ يُلاحظ إشارة جون آدمز (في كتاباته العائدة لعام 1784) إلى المفاهيم المرتبطة بالديمقراطية التمثيلية (وعليه تلك المرتبطة بجمهورية ديمقراطية):
في أي ديمقراطية تمثيلية مجردة نرى انعدام الالتزام بالقرارات الحتمية بل يكون إقرارها برضى غالبية ممثليهم.
يحيط المصطلح بعض التفاوتات من الناحية التاريخية. تدّعي جمهورية الصين (تايوان) بأنها أقدم جمهورية ديمقراطية في آسيا رغم ارتباط التاريخ الحديث للعملية الديمقراطية فيها بتايوان على وجه الحصر. وبالمثل فإن ليبيريا التي تعد أقدم جمهورية ديمقراطية في أفريقيا (يعود تأسيسها إلى عام 1822)، رغم تخلل استتبابها السياسي لفترات من العنف والانقلابات.

## الاستخدام العالمي للمصطلح
تعد العديد من البلدان التي تستعمل مصطلح «جمهورية ديمقراطية» في أسمائهم الرسمية (مثل الجزائر والكونغو-كنشاسا وإثيوبيا وكوريا الشمالية ولاوس ونيبال) دولًا غير ديمقراطية أو «أنظمة هجينة» أو «أنظمة سلطوية» تبعًا لمؤشر الديمقراطية الصادر عن وحدة الاستخبارات التابعة للإيكونومست، في ما تعتبرها منظمة بيت الحرية غير الحكومية الممولة أمريكيًا التي تتخذ من الولايات المتحدة مقرًا لها دولًا «غير حرة».
كذلك كانت ألمانيا الشرقية تطلق على نفسها رسميًا اسم جمهورية ألمانيا الديمقراطية، رغم كونها قابعة تحت سطوة حكومة بيروقراطية تعتنق الماركسية اللينينية، وحالها في ذلك حال كل من جمهورية الصومال الديمقراطية وجمهورية فيتنام الديمقراطية وجمهورية اليمن الشعبية الديمقراطية وجمهورية أفغانستان الديمقراطية وجمهورية إثيوبيا الديمقراطية الشعبية.
يوجد بلدان أخرى أيضًا تلجأ إلى استعمال مصطلح «جمهورية ديمقراطية» في أسمائها الرسمية، ولكن لديها تاريخ نزيه في ما يخص الانتخابات العامة وصنِفت على أنها «ديمقراطيات تعتريها العيوب» أو «ديمقراطيات كاملة» تبعًا لمؤشر الديمقراطية، ومن الأمثلة عن ذلك جمهورية تيمور الشرقية الديمقراطية وجمهورية ساو تومي وبرينسيب الديمقراطية وجمهورية سريلانكا الاشتراكية الديمقراطية.

## الدول الحالية الذي تصف نفسها كجمهوريات ديمقراطية
| الدولة                                  | منذ           | نوع الحكومة                         |
| --------------------------------------- | ------------- | ----------------------------------- |
| مصر                                     | 18 يونيو 1953 | جمهورية شبه رئاسية                  |
| كوريا الشمالية                          | 9 سبتمبر 1948 | زوتشيه حزب واحد دولة شيوعية         |
| جمهورية الكونغو الديمقراطية             | 30 يونيو 1960 | شبه رئاسي جمهورية                   |
| تيمور الشرقية                           | 20 مايو 2002  | جمهورية برلمانية                    |
| جمهورية نيبال الديمقراطية               | 28 مايو 2008  | جمهورية                             |
| جمهورية لاو الديمقراطية الشعبية         | 2 ديسمبر 1975 | ماركسية لينينية نظام الحزب الواحد   |
| جمهورية سريلانكا الديمقراطية الاشتراكية | 28 مايو 2008  | ديمقراطية شيوعية شبه رئاسية جمهورية |
| الجمهورية الجزائرية الديمقراطية الشعبية | 5 يوليو 1962  | شبه رئاسي جمهورية                   |
| جمهورية إثيوبيا الفيدرالية الديمقراطية  | أغسطس 1995    | جمهورية برلمانية                    |

## الدول السابقة التي صنفت كجمهوريات ديمقراطية
| الدولة                              | منذ            | حتي            | نوع الحكومة                       |
| ----------------------------------- | -------------- | -------------- | --------------------------------- |
| جمهورية أفغانستان الديمقراطية       | 27 إبريل 1978  | 28 إبريل 1992  | الحزب الواحد نظام اشتراكي         |
| جمهورية ألمانيا الديمقراطية         | 7 أكتوبر 1949  | 3 أكتوبر 1990  | ماركسية لينينية نظام شيوعي        |
| جمهورية أثيوبيا الديمقراطية الشعبية | 22 فبراير 1987 | 27 مايو 1991   | ماركسية لينينية نظام الحزب الواحد |
| جمهورية الصومال الديموقراطية        | 21 أكتوبر 1976 | 26 يناير 1991  | الحزب الواحد نظام اشتراكي         |
| جمهورية مدغشقر الديمقراطية          | 21 ديسمبر 1975 | 19 أغسطس 1992  | الحزب الواحد نظام اشتراكي         |
| جمهورية السودان الديمقراطية         | 8 مايو 1973    | 10 أكتوبر 1985 | نظام الحزب الواحد                 |
| جمهورية جورجيا الديمقراطية          | 26 مايو 1918   | 25 فبراير 1921 | جمهورية                           |
| جمهورية أذربيجان الديمقراطية        | 28 مايو 1918   | 28 إبريل 1920  | جمهورية برلمانية                  |
| جمهورية أرمينيا الديمقراطية         | 18 مايو 1918   | 2 ديسمبر 1920  | جمهورية برلمانية                  |
| جمهورية فيتنام الديمقراطية          | 2 سبتمبر 1945  | 2 يوليو 1976   | الحزب الواحد نظام اشتراكي         |
| جمهورية اليمن الديمقراطية الشعبية   | 30 نوفمبر 1967 | 22 مايو 1990   | ماركسية لينينية نظام الحزب الواحد |
| جمهورية اليمن الديمقراطية           | 21 مايو 1994   | 7 يوليو 1994   | قصيرة الأجل جمهورية               |